# 아빠는 멋쟁이
《아빠는 멋쟁이》(영어: Silver Spoons)는 NBC에서 1982년 9월 25일부터 1986년 5월 11일까지 방영한 뒤 방송 신디케이션에서 이어받아 1986년 9월 27일부터 1987년 5월 30일까지 송출한 미국 텔레비전 시트콤이다.
한국에서는 MBC에서 1984년 4월 10일부터 1986년 1월 6일까지 방영한 바 있다.

## 개요
부유하고 여성 편력이 심한 에드워드 스트래튼 3세가 사는 저택에 그간 존재하는 줄도 몰랐던 아들 리키가 갑자기 나타난다. 리키는 에드워드가 겨우 일주일 지속했던 옛 결혼 생활 결과물. 에드워드는 그야말로 몸만 큰 어린애로, 장난감 사업체 에디스 토이스마저도 무책임하게 경영해 왔지만 아들 리키를 키우며 조금씩 성숙해진다.

## 출연진
메인
- 리키 슈로더 - 리키 스트래튼 역
- 조엘 히긴스 - 에드워드 스트래튼 3세 역
- 에린 그레이 - 케이트 서머스 역: 비서이자 연애 상대.
- 프랭클린 실스 - 덱스터 스터핀스 역: 영업 부장.
- 앨폰소 리베이로 - 앨폰소 스피어스 역: 브레이킹을 추는 덱스터의 조카이자 릭의 새 절친. (시즌 3-5)

리커링
- 제이슨 베이트먼 - 데릭 테일러 역: 릭의 악동 친구. (시즌 1-2)
- 존 하우스먼 - 에드워드 스트래튼 2세 역: 기업가.
- 크리스틴 벨퍼드 - 에벌린 스트래튼 역: 리키의 어머니.
- 레이 월스턴 - 해리 서머스 역: 거동이 불편한 케이트의 삼촌. (시즌 4)

게스트
- 휘트니 휴스턴 - 본인 역

## 같이 보기
- 포털:텔레비전
- 신나는 개구쟁이
- 더 프레시 프린스 오브 벨 에어